# Ванчинбалын Инжинаш
Ванчинбалын Инжиннаш (монг. Ванчинбалын Инжиннаш?, ᠸᠠᠩᠴᠢᠨᠪᠠᠯ ᠤᠨ
 ᠢᠨᠵᠢᠨᠤᠰᠢ?, старомонгольский: Inǰannasi) (15 мая 1837— 25 февраля 1892) — монгольский поэт, новеллист и историк из монгольского региона в нынешнем Ляонине (Китай). Младший брат другого южномонгольского писателя В. Гуларанса.

## Биография
Родился 15 мая 1837 года в местности Шударга-Бат хошуна Тумэд-Юици чуулгана Джосоту во Внутренней Монголии (ныне это земли городского уезда Бэйпяо в городском округе Чаоян провинции Ляонин) седьмым сыном у тайджи Ванчинбала и его жены Маюхи. В детстве носил имя Хасчулуу (Qasčilaɣu), китайское имя его было Бяоинь (寶瑛), имя по совершеннолетию — Чжунтин (潤亭). Ванчинбал-тайджи сам занимался писательством, имел обширную библиотеку из книг на китайском, монгольском, маньчжурском и тибетском языках. Литературные труды начал с написания стихов (Тэргүүлэгч цэцэг ба хос болжмор, Цагаан үүл, Сайхан хур, Аж амьдрал, Бөгтөр ноён, Гашуудал). Инжиннаш был женат дважды; первая его жена была дочерью харачинского князя, и от неё у него было двое сыновей.
Восстание китайских крестьян, арендовавших землю у его семьи, произошедшее в 1870 году, а также неудачное вложение средств в угольную шахту привело Инжиннаша к финансовым неурядицам. После восстания секты Цзиньдандао в ноябре 1891 года, приведшего к гибели десятков тысяч монголов, Инжиннаш бежал в Цзиньчжоу и вскоре, 25 февраля 1892 года, умер.

## Творчество
Его стихи, истории и новеллы отличаются сильным гражданским чувством и сильной социальной критикой. «Синяя сутра» (Синяя книга), историческая новелла, возможно, одна из самых известных его работ о событиях XIII века, отстаивает гуманистические и патриотические идеалы. Первые восемь томов «Синей сутры», как явствует из предисловия, были написаны в 1830-х годах и принадлежат отцу Инжиннаша Ванчинбалу, не успевшему закончить книгу до своей смерти. Из 120 томов этой работы, писавшейся с 1871 по 1891 год, до наших дней сохранилось только 69. В другой из его важных работ, «Одноэтажном павильоне», социальном романe в двух частях, он описывает жизнь на юге Внутренней Монголии и трагическую судьбу под владычеством Цинской империи, и их борьбу за человеческое достоинство.
«Одноэтажный павильон» и другой роман «Палата красных слёз» напоминают китайскую литературу, в частности роман «Сон в красном тереме». К тому же они содержат много китайских заимствований и прямых переводов с китайского, отчего они сложны для читателя, незнакомого с китайской культурой. При этом, Инжинаш всегда писал по-монгольски и никогда не занимал прокитайской позиции.
С 1930-х годов работы Инжиннаша переводятся на китайский, английский, русский и немецкий языки.

## Работы
- Синяя сутра (Köke sudur, Хөх судар)
- Палата красных слёз (Ulaɣan-a ukilaqu tingkim, Улаанаа ухилах танхим)
- Одноэтажный павильон (Nigen dabqur asar, Нэгэн давхар асар)